# Don’t Hurt My Little Sister
A Don’t Hurt My Little Sister Brian Wilson és Mike Love szerzeménye ami a Beach Boys 1965-ös The Beach Boys Today! című nagylemezén jelent meg.

## A dal története
A „Don’t Worry Baby” mellett Brian ezt a dalt is Phil Spectornak írta, aki később átdolgozta a dalt, megváltoztatta a szövegét és a The Blossoms-al vette fel a dalt 1966-ban "Things Are Changing" néven.(Ironikus módon a felvételen Brian ült a zongoránál)

## Zenészek
- Hal Blaine – ütőhangszerek
- John Gray – zongora
- Al Jardine – basszusgitár, vokál
- Mike Love – vokál, szóló vokál
- Ray Pohlman – gitár
- Tommy Tedesco – gitár
- Brian Wilson – zongora, vokál, szóló vokál
- Carl Wilson – gitár, vokál
- Dennis Wilson – tamburin, vokál